# Skillnadens brandstation

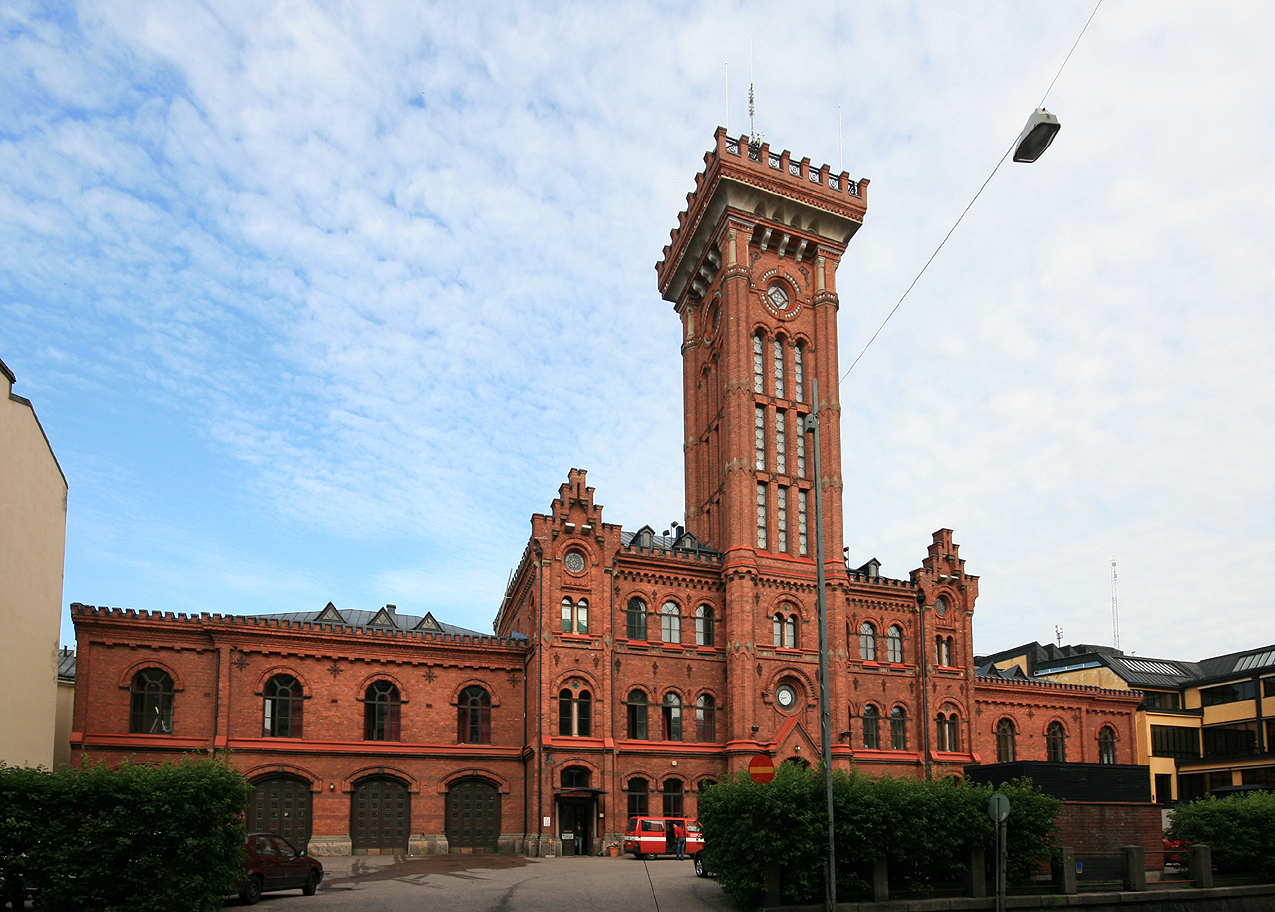
Skillnadens brandstation 2007

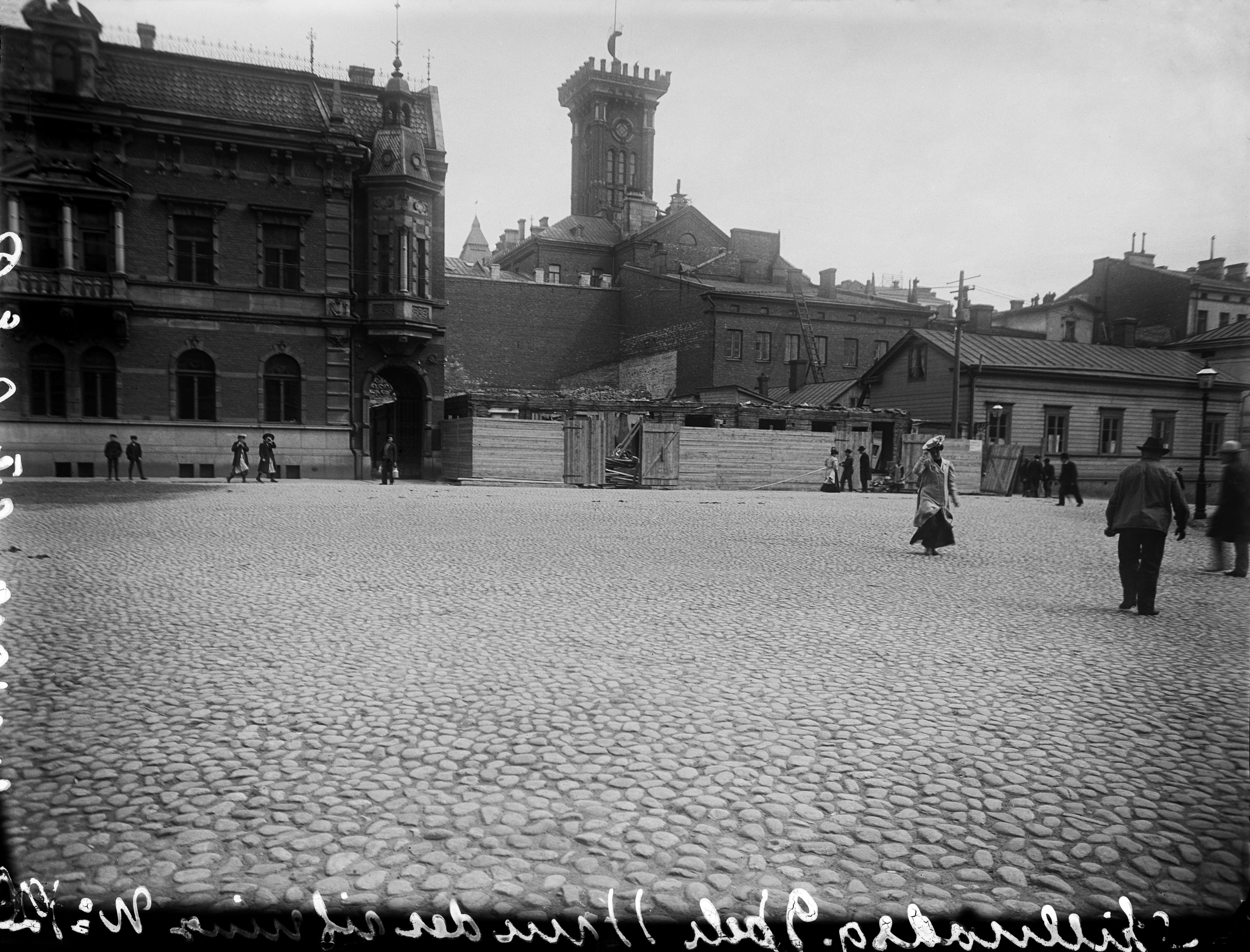
Trekanten omkring 1907, sett från Nylandsgatan mot Skillnadsgatan och med Skillnadens brandstation i bakgrunden

Skillnadens brandstation (finska: Erottajan paloasema) är den äldsta aktiva brandstationen i Helsingfors. Brandstationen ligger i stadsdelen Gardesstaden på Högbergsgatan 26. Stationen stod klar år 1891 och den fungerade som Helsingfors huvudbrandstation fram till 1975. Byggnaden är uppförd i rött tegel och är ritad av den finländska arkitekten Theodor Höijer. Byggnadens torn är 42 meter högt. Stationen renoverades under 2011 till 2013. Under renoveringen flyttades ambulanser och brandbilar till Busholmens brandstation på Busholmen.